# سلاح قتال عن قرب
سلاح القتال عن قرب هو أي سلاح لا يحتوي على قذيفة، أي أن كلاً من مُستخدِم السلاح والهدف يحتكون بالسلاح في الوقت ذاته خلال الاستخدام العادي.
أما السلاح الذي يطلق قذيفة، أو الذي يُعتبر قذيفة في حد ذاته، فهو سلاح قذف. وهناك اسلحه تعمل عبر ضفط الهواء مثل البندقية الهوائيه وهناك البندقية النافخه والتي تستعمل مقذوفات حاده تشبه الاسهم
ولا تتضمن تلك الأسلحة غير البارودية الأسلحة المنصوبة بشكلٍ ثابت؛ مثل القنبلة الموقوتة أو الأسلحة الحارقة، ولكن يتم حملها. ومن ثَمَّ، يُعد السلاح غير البارودي نوعًا من «الأسلحة الباردة».
هناك تصنيفين رئيسيين: الأسلحة الحادة؛ ومن أمثلتها: السيوف، والرماح، والأقواس، والسكاكين، والأسلحة غير الحادة، مثل: الهراوات والصولجان.
وتتمثل الفكرة الأساسية للأسلحة الحادة في زيادة ضغط المُستخدم عن طريق تركيز القوة الموجهة نحو مساحة سطحية أصغر، مثل: طرف أو نقطة، ومن ثَم، يصبح اختراق جسد العدو وإحداث جرح فيه أكثر سهولة. ونظرًا لفعالية معظم الأسلحة الحادة على إحداث جروح للعدو، لذلك قد تفقد الكثير من فائدتها عندما تُوَجَّهُ نحو درع.
من ناحيةٍ أخرى، تعتمد الأسلحة غير الحادة بشكلٍ كبير على الكتلة وتأثير الطاقة لشل حركة العدو من خلال إصابته بكسور في العظم، أو الرضوض الداخلية أو الارتجاجات، وتُستخدم بشكلٍ عام لإحداث نوع من اضطراب الحركة من أجل شحن الطاقة الحركية نحو السلاح.
وقد طُوّر الدبوس ومدرس القمح واستخدامها تاريخيًا في مواجهة جنود المشاة المسلحين، مثل: الفرسان، وذلك لقدرتها على إحداث إصابات حتى عبر الدرع الصلب، كما كانت فعالة ضد الدرع المرن، مثل الدرع المعدني. ومع ذلك، عادةً تكون الأسلحة غير الحادة أثقل من الأسلحة الحادة، حيث تحتاج إلى الوزن الإضافي لإحداث ضرر أكبر، وخاصةً من خلال الدرع. مما يجعل الأسلحة غير الحادة أكثر مشقة في السيطرة عليها، وأكثر صعوبة في مناورتها.
وتتراوح أغلب الأسلحة البارودية ما بين شفرات أو مسامير خفيفة جدًا إلى عصي غير حادة وثقيلة جدًا. وربما تقع سيوف لفرسان في المنتصف بين الطاقة الحركية وتركيز الضغط، وتوضح كيف يمكن لأى نقطة في هذا النطاق أن تعطي سلاحًا فعالاً.

## التاريخ
اعتاد الناس دائمًا على أن يكون لديهم أسلحة لعدة أسباب، سواء كان من أجل الصيد، أو الهجوم، أو الدفاع. ويُعتبر الحجر الصلب هو أقدم الطرق المحتملة لصُنع الأسلحة، مثل: حجر القدح الذي يتم نحته حتى يصل إلى الشكل المطلوب، وعادةً يكون مُدببًا أو حاد الطرف. في البداية، كان يتم مسك تلك الأسلحة باليد، حتى تم اكتشاف المقبض أو اليد التي ساعدت على إيجاد مزيدٍ من القوة للسلاح. مما أدى إلى إلحاق ضررٍ أكبر، سواء في ساحة المعركة أو في الصيد. وغالبًا كان يتم تهذيب الأقواس اليدوية حتى لا يجرح المُستخدم يداه عندما يصطدم بشيء. وبالرغم من ذلك، يُترك سن القوس بدون تهذيب، لأن الحد الأقوى هو الأكثر فعالية. وهناك صورة للقوس اليدوي القديم موضحة أدناه. وتدل الأسلحة الحجرية المستخدمة في الفترة الأخيرة من العصر الحجري وبداية العصر البرونزي على مهارة ذات لمسةٍ فنية أكبر. على سبيل المثال، كان يتم صقلها وتهذيبها بدقة لتبدو سارةً للعين.
لقد تم اكتشاف واحدة من أقدم الطرق لصنع الأسلحة يدويًا في جنوب إفريقيا. حيث اكتشف المواطنون الأصليون أنه عند تسخين حجر يُسمى سيلكريت (silcrete)، فإنه يمكن تشكيله وصنع سكاكين وأقواس أكثر تعقيدًا، بالإضافة إلى أسلحة أخرى منه. ويتعجب العلماء من أنه بالرغم من عدم تطور هذه الأسلحة بالنار، لكنها في الحقيقة تميل أكثر إلى التكسُّر. ويوضح جون شيا (John Shea)، من جامعة ستوني برووك (Stony Brook University)، قائلاً: «إن الأشياء المبهرة التي صنعها البشر قد تكون وسيلة يظهرون بها قدراتهم وإنجازاتهم». ويشبه ذلك كثيرًا السيوف التي استخدمها الملوك في أوروبا.
لقد أدى اكتشاف المعادن كالنحاس، والقصدير، والزنك إلى تغيير طريقة تصنيع الأسلحة تمامًا. حيث كانت تلك الأسلحة أقوى ومنمقة أكثر من سابقاتها في العصر الحجري. خلال بدايات العصر البرونزي، كانت الرؤوس المعدنية للأسلحة مقيدة بمقبض السلاح. ولكن فيما بعد، تم تأمين الأسلحة أكثر عن طريق المقابض والتجاويف. وقد بدأ العصر البرونزي تقريبًا عام 3500 ق.م.. حيث أشار إلى بداية استخدام التكنولوجيا التي أتاحت خلط مزيج القصدير والنحاس، والزنك لإنتاج المعدن البرونزي. وكان هذا المعدن متينًا وقويًا، ويصبح أكثر قوة كلما تم تسخينه أكثر.
أما العصر الحديدي الذي بدأ في حوالي عام 1200 ق.م، فقد شهد بداية استخدام الحديد لأغلب استعمالات الأسلحة والدروع.

## الحدادة والتكنولوجيا
إن أكثر الأحجار شيوعًا في صنع الأسلحة هو حجر القداحة (ويُعرف أيضًا بالصوان). وكان هذا الحجر صلبًا بصورةٍ كافية لاحتمال الضغط الذي يتعرض له، وفي الوقت ذاته، محتفظًا بالمرونة التي تُخرج الشكل المرجو. يُعد صنع الأحجار فنًا من الفنون الجميلة التي وصل الإنسان فيها إلى براعةٍ كبيرة. فعند صنع سلاحٍ ما، يقوم الحرفي باختيار الحجر المشابه للشكل الذي يرغبه. ثم يتم استخدام حجر ثانِ لطرق الحجر الأول في منطقة واحدة بشكلٍ متكرر، مما يؤدي إلى تناثر الشظايا بعيدًا عن الحجر. أما الجزء الأصعب في هذه المهارة تتمثل في أن الشظايا التي تتطاير من الحجر تأتي من الجانب المواجه لاتجاه الطَرق، وليس من مكان الطرق الأول. ويؤدي ذلك إلى تعقيد العملية بعض الشيء، لأن الحرفي لا يتمكن من رؤية المنطقة التي يقوم بطرقها بالضبط، وعليه أن يعتمد على الحس. وتُعتبر مهارة الإحساس بشكل الحجر ومعرفة المكان الذي يجب طرقه بالضبط مهارة استثنائية.

وتتمثل كيفية صياغة المعدن البرونزي في تسخين المعدن، ثم طرقه حتى يظهر بالشكل المرغوب، مع تبريده بسرعة في ذات الوقت. وتُعد تلك الأسلحة البرونزية أفضل من الأسلحة الحجرية من نفس النوع، بالرغم من أنها أكثر صعوبة في صنعها وإتمامها. وقد تم اتباع نفس الخطوات الأساسية إلى حدٍ كبير في التعامل مع الحديد في ذلك العصر. وأثبت الحديد قوة أكثر من البرونز، وربما قوة تحمل أكثر، مما جعله الاختيار الأنسب ضمن المعادن في السنوات الأخيرة. على الجانب الأيمن توجد صورة لسيف برونزي على شكل منجل وقوس حديدي

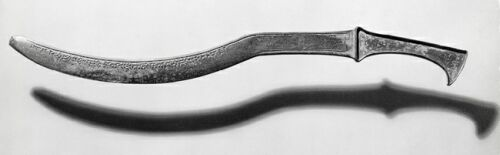

يُعد السيف الدمشقي واحدًا من أعظم التطورات التي تم إحرازها في تكنولوجيا السلاح غير البارودي، حيث صنعه المسلمون خلال الحملات الصليبية ضد الملك ريتشارد قلب الأسد، وملوك مسيحيين آخرين (1270–1095). ويوجد في كتاب سير والتر سكوت (Sir Walter Scott)، التعويذة (The Talisman)، صورة مرسومة للملك ريتشارد وهو يحمل سيفًا عريض النصل، وقد طعن به أميرًا مسلمًا يحمل سيفًا معقوفًا مصنوعًا من الصلب الدمشقي. وفي هذه المقارنة، يُعتبر السيف المعقوف مساوِ للسيف عريض النصل، وربما أرقى منه، بالرغم من أنه أرق ويبدو ضعيفًا. والسبب في عقد هذه المقارنة هو أن السيف المعقوف مصنوع من الصلب الدمشقي، وهو معدن مُصنع وله مظهر داكن ولامع كالماء. ولم يتمكن الحدادون الأوروبيون من معرفة سر صنعة هذا المعدن، بالرغم من محاولات الكثيرين منهم. حتى أن الحدادين المسلمين فقدوا سر هذه الصناعة بعد الحملات الصليبية. ويعتبر الكثير من الباحثين أن الدراسات الحديثة فيعلم المواد نشأت من البحث عن هذا السر المفقود.

## اقرأ أيضا
- سلاح الليزر
- الكا (سلاح)